# Antenor
Antenor var en trojansk ädling i grekisk mytologi.
Han var enligt Homeros den visaste och klokaste av trojanerna, som rådde till fred och yrkade på Helenas återlämnande till atriderna. Han skall därför enligt Homeros som förrädare låtit öppna stadsportarna för fienden. Skonad på grund av detta skall han efter Trojas fall ha slagit sig ned i Kyrene eller enligt en annan sägen kommit till Italien och där grundat Patavium.